# Аль-Гуейрі Ас-Садик Мухаммад Аш-Шібані
Ас-Садик Мухаммад Аш-Шібані Аль-Гуейрі (El-Gwery) (1954) — лівійський дипломат. Надзвичайний і Повноважний Посол Великої Соціалістичної Народної Лівійської Арабської Джамахірії в Києві (Україна).

## Біографія
Народився в 1954 році в місті Місурата, Лівія. У 1982 закінчив Каїрський університет та Інститут Гаруджет в м. Лідс, Велика Британія. Кембриджський університет, спеціаліст з англійської мови. Доктор юридичний наук.
З 1974 по 1979 — спеціаліст по контрактах компанії ЕССО Стандарт в місті Сирт, Лівія.
З 1980 по 1984 — асистент
З 1984 по 1988 — член навчальної ради Університету Гар'юніс, юридичний факультет.
З 5 березня 2002 — Надзвичайний і Повноважний Посол Великої Соціалістичної Народної Лівійської Арабської Джамахірії в Києві (Україна).